# Hazdrubal Starszy
Hazdrubal Starszy (ur. ok. 270 p.n.e., zm. 221 p.n.e.) – kartagiński polityk związany z rodem Barkidów, zięć Hamilkara Barkasa, założyciel hiszpańskiego miasta Kartagena.

## Życiorys
W kartagińskiej polityce należał do tzw. stronnictwa demokratycznego, cieszącego się poparciem ludu. Wraz z teściem Hamilkarem wyprawił się w 237 p.n.e. do Hiszpanii; tam po jego śmierci w 229 p.n.e. przejął dowództwo. Rozszerzył punickie terytoria w Hiszpanii i założył Nową Kartaginę jako stolicę prowincji. Zjednywał dyplomacją Iberów, od których otrzymał tytuł „naczelnego wodza”, traktował ich z szacunkiem jako sojuszników Kartaginy. W 224 p.n.e. mianował Hannibala dowódcą kawalerii.
W 221 p.n.e. zginął zamordowany przez celtyckiego niewolnika.